# Abdoulaye Khouma Keita
Pour les articles homonymes, voir Keita.
Abdoulaye Khouma Keita, né le 23 octobre 1978 à Rufisque (Sénégal), est un footballeur sénégalais évoluant au poste de milieu de terrain défensif.

## Carrière
- 1998-2003 : ASC Jeanne d'Arc  Sénégal
- 2003-2004 : KS Dinamo Tirana  Albanie
- 2004-2005 : Iraklis Salonique  Grèce (25 matchs, 2 buts)
- 2005-2007 : AS Nancy-Lorraine  France (3 matchs)
- 2008 : Toulouse Fontaines Club  France
- 2008-2010 : AS Beauvais  France (12 matchs, 1 but)
- 2010-2013 : Fréjus-Saint-Raphaël  France (29 matchs, 1 but)
- 2014-2015 : AS Sainte-Maxime  France

## Palmarès
- Vainqueur de la Coupe de la Ligue : 2006 (Nancy).
- Champion du Sénégal : 1999, 2001, 2002 et 2003 (ASC Jeanne d'Arc).